# Česká lyska běloocasá
Česká lyska běloocasá, též česká lyska, je plemeno holuba domácího, jedná se o  český národní ráz barevného holuba lysky. Česká lyska patří mezi holuby okrasné svým opeřením a pernatými ozdobami, chová se v rousné i bezrousé variantě, ale je vždy hladkohlavá, bez chocholky.
Stavbou těla se česká lyska podobá české čejce, tyto dvě plemena se liší prakticky jen barvou peří. Je to menší holub středně silného polního typu s nízkým a širokým postojem. Hlava je lehce zaoblená, zobák je slabší, u tmavých rázů černý, u stříbřitých světle rohový a u červených a žlutých rázů narůžovělý. Ozobí je jen málo vyvinuté. Oko je bez ohledu na zbarvení okolního peří tmavé, jen u červených a žlutých rázů je duhovka červená, obočnice jsou jemné, úzké, u rázů s tmavou duhovkou černošedé až černé, u ostatních růžové až červené.
Krk je spíše kratší, s dobře vykrojeným hrdlem. Hruď je široká a hluboká, křídla jsou široká, dobře přiléhají k tělu a jejich letky se nad ocasem nekříží. Ocas je kratší, úzce složený, tvořený dvanácti rýdovacími pery. Nohy jsou kratší, s červenými běháky. Rousné lysky mají běháky opeřené středně dlouhým plným rousem, který je uspořádaný do půlkruhu a doplněný supími pery, která vyrůstají z lýtek ptáka.
Opeření je hladké a přiléhající, tvořeno širším a pružným peřím. Typická je kresba lysky: V převládajícím barevném opeření vyniká bílá skvrna, lyska, velikosti bobu na čele ptáka, která se zužuje směrem ke kořenu zobáku. Koutky zobáku ani obočnice lysinka zasahovat nesmí. Bílá jsou i ocasní pera, podocasní klín je vždy barevný, stejně tak rousy. Kresba musí být pravidelná a dobře ohraničená, barvy jsou syté a čisté, požadovaný je sytý lesk a svit všech barev. Česká lyska se chová v mnoha barevných i kresebných rázech: pruhové a šupkaté lysky mohou být černé, modré, stříbřité, červené i žluté, kapraté a bělopruhé se chovají v modré a stříbřité řadě, posledními barevnými rázy je ráz bronzový a mramorovaný.
Česká lyska je blízká příbuzná německým barevným holubům ve zbarvení lyska, jako je saský běloocasý holub, durynský běloocasý holub či jihoněmecký běloocasý holub. Saský běloocasý holub je vždy rousný a hladkohlavý, durynský je bezrousý a hladkohlavý a jihoněmecký je bezrousý, avšak s lasturovitou chocholkou.